# ميرا بيج
ميرا بيج (بالإنجليزية: Myra Page)‏ هي نقابية وكاتِبة أمريكية، ولدت في 1897 في Newport, Virginia ‏، وتوفيت في 1993.